# Seznam ostrovů Libye
Ostrovy Libye se nacházejí ve Středozemním moři, žádný z nich není trvale osídlen.

## Podle velikosti

### Ostrovy větší než 0,1 ha
|   | ostrov   | rozloha (ha) | pobřeží (km) | max.nadm. výška (m) | nejvyšší vrchol | stavba sídlo | region    | distrikt       | lokalizace                       |
| - | -------- | ------------ | ------------ | ------------------- | --------------- | ------------ | --------- | -------------- | -------------------------------- |
| 1 | Farwa    | 515,00       | 28,33        | —                   | —               | —            | Tripolsko | Nuqat al Khams | 33°6′18″ s. š., 11°44′51″ v. d.  |
| 2 | Ulbah    | 126,00       | 4,68         | 1                   | —               | —            | Kyrenaika | Butnan         | 32°13′57″ s. š., 23°16′56″ v. d. |
| 3 | Barda‘ah | 9,15         | 1,61         | 10                  | —               | —            | Kyrenaika | Derna          | 32°22′26″ s. š., 23°14′8″ v. d.  |
| 4 | Wāţi'ah  | 8,12         | 1,20         | 1                   | —               | —            | Kyrenaika | Derna          | 32°23′30″ s. š., 23°9′58″ v. d.  |
| 5 | Mişrātah | 2,13         | 0,68         | —                   | —               | —            | Kyrenaika | Derna          | 32°24′52″ s. š., 23°9′17″ v. d.  |
| 6 | Ḩimārahh | 0,75         | 0,34         | —                   | —               | —            | Kyrenaika | Butnan         | 31°59′42″ s. š., 24°28′43″ v. d. |
| 7 | Zaytūn   | 0,71         | 0,41         | —                   | —               | —            | Kyrenaika | Butnan         | 32°0′57″ s. š., 24°5′32″ v. d.   |